# Jean-Frédéric Phélypeaux de Maurepas
Jean-Frédéric Phélypeaux de Maurepas (Versailles, 1701. július 9. – Versailles, 1781. november 21.) gróf, francia államférfi, Jérôme Phélypeaux gróf, miniszter és államtitkár fia.

## Élete
Apjának 1715-ben le kellett tennie azt a hivatalt, mely a családban 1610 óta apáról fiúra szállott és amely több tartománynak, Párizs városának, az udvarnak és a tengerészetnek igazgatásából állott. Először de Lavrillière vette át a hivatalt (Maurepas jövendőbeli apósa), 1725-ben pedig maga Maurepas. Ámbár nagyon gyarló nevelésben részesült, mégis élénk érdeklődést tanusított a tudományok és művészetek iránt, létrehozta az egyenlítő vidékére és az északi Jeges-tengerre való expediciót stb. Amellett egyike volt a legelegánsabb világfiaknak és lelke az udvari köröknek. De midőn még Madame de Pompadourral is éreztette fullánkos élceit, ez 1749-ben számkivetését eszközölte ki XV. Lajosnál. Ez időtől fogva Maurepas hol Bourges-ban, hol pedig Jouars-Pontchartrainben élt, míglen XVI. Lajos trónralépte után, 1774-ben az ország első miniszterévé tette. Ő kötötte meg a békét az észak-amerikai lázongó angol gyarmatosokkal. Állítólagos emlékiratait (Mémoires) Soulavie titkára adta ki (1790-1792, 4 kötet).